# Франц Штіглер
Людвіг Франц Штіглер (нім. Ludwig Franz Stigler, нар. 21 серпня 1915, Регенсбург, Німецька імперія — пом. 22 березня 2008, Ванкувер, Канада) — німецький льотчик винищувальної авіації, оберлейтенант люфтваффе. Кавалер Німецького хреста в золоті.

## Біографія
Син льотчика-спостерігача Франца Штіглера, ветерана Першої світової війни. Франц почав літати у віці дванадцяти років. У 30-х роках він почав працювати на Люфтганзу й був пілотом-інструктором. Одним із найвідоміших його учнів був Герхард Баркхорн. Воював в складі Jagdgeschwader (JG) 27 у Північній Африці, а також у Європі в реактивній ескадрильї винищувачів Jagdverband (JV) 44. Він літав на Bf 109 та Me 262.

### Інцидент Чарлі Брауна та Франца Штіглера
20 грудня 1943 року Франц вперше зустрівся з бомбардувальником B-17 на ім'я Ye Olde Pub та його пілотом Чарлзом Брауном. Раніше того ж дня Франц збив два літаки B-17, і незабаром він наздогнав пошкодженого Ye Olde Pub, яким керував поранений Чарлз Браун. Готуючись до того, щоб збити бомбардувальник, він помітив, що кормовий артилерист не рухав гарматами. Після подальшого огляду літака він побачив крізь великі отвори у фюзеляжі відчайдушний екіпаж, який намагався врятувати життя своїх побратимів. Франц сказав так: «Якби я їх збив, для мене це було б те саме, що стріляти по парашуту». Штіглер наказав Брауну посадити свій літак через великі пошкодження. Однак Браун вирішив продовжувати політ до Англії. Штіглер супроводжував В-17 та його екіпаж до узбережжя Північного моря, де потім він віддав честь Брауну і повернувся на базу. Штіглер ніколи не говорив про цей інцидент, оскільки він міг бути покараний. Чарлз Браун повідомив своїх командирів, які вирішили зберегти інцидент у таємниці. Через роки Чарлз Браун шукав німецького пілота, який дозволив йому жити того дня, і, урешті-решт, два пілоти зустрілися віч-на-віч через півстоліття. У період з 1990 по 2008 рік Чарлі Браун та Франц Штіглер стали близькими друзями і залишалися такими до смерті протягом декількох місяців один з одним у 2008 році.

## Нагороди
- Німецька імперська відзнака за фізичну підготовку в бронзі
- Нагрудний знак планериста НСФК
- Нагрудний знак пілота
- Медаль «За вислугу років у Вермахті» 4-го класу (4 роки)
- Медаль «У пам'ять 1 жовтня 1938»
- Залізний хрест 2-го і 1-го класу
- Нарукавна стрічка «Африка»
- Медаль «За італо-німецьку кампанію в Африці» (Королівство Італія)
- Почесний Кубок Люфтваффе (28 лютого 1944)
- Авіаційна планка винищувача в золоті з підвіскою
- Нагрудний знак «За поранення» в чорному
- Німецький хрест в золоті (1 жовтня 1944)